# Enigmatochromis lucanusi
Enigmatochromis lucanusi är en fiskart som beskrevs av Anton Lamboj 2009. Enigmatochromis lucanusi ingår i släktet Enigmatochromis och familjen Cichlidae. Inga underarter finns listade i Catalogue of Life.